# Niedersächsische Mühlenstraße

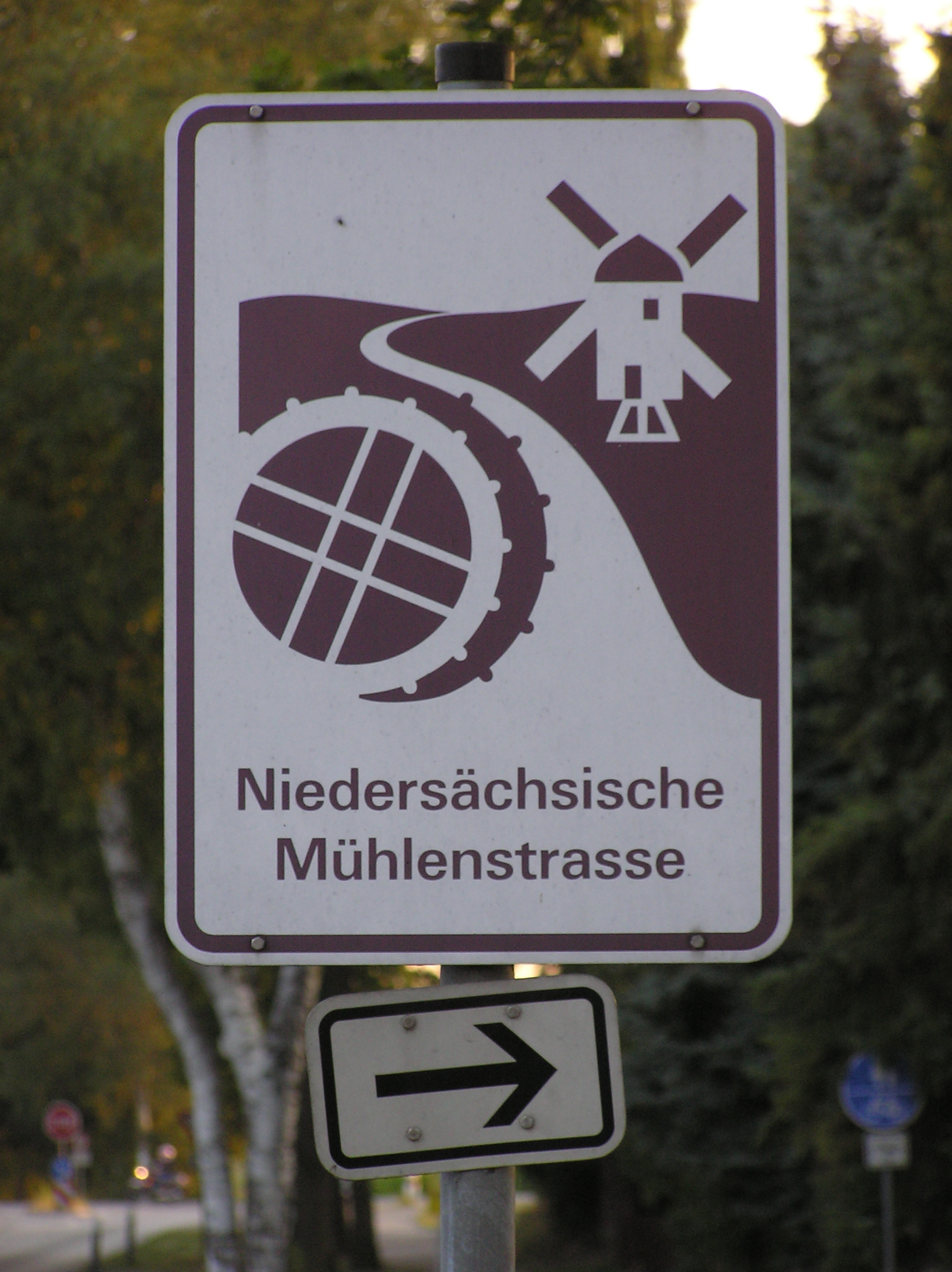

De Niedersächsische Mühlenstraße is een toeristische autoroute in Nedersaksen (en ook deels in Bremen, Sleeswijk-Holstein en Mecklenburg-Voorpommeren), Duitsland. De bewegwijzerde route langs molens werd gecreëerd in 1998. Ze loopt onder andere door het Weserbergland, Münsterland, Lüneburger Heide.